# 푸른하늘전자제품공장

푸른하늘전자제품공장 로고

푸른하늘 전자제품 공장(-電子製品工場)은 조선민주주의인민공화국에서 창립된 기업으로써 특히 스마트폰 혹은 데스크톱 컴퓨터나 일체형 데스크톱을 제작 하는 기업으로 소규모 전자 제조 기업중 하나이다.

## 개요
조선민주주의인민공화국에서 20대 사장인 최진혁과 연구원들로 조직된 푸른하늘 전자 합영 회사가 2014년에 창립이 되어 조선민주주의인민공화국에서 자체로 제작한 컴퓨터를 비롯한 전자 제품을 개발해 대량으로 생산 판매해 관심을 모으고 있다.
조총련 기관지인 조선신보는 16일 2014년 10월에 발족한 이 회사에서는 제품의 개발과 생산, 판매의 일체화로 국산화된 컴퓨터들을 내놓고 있으며, 공장은 평양 통일거리에 위치하고 있다고 전했다.
김일성종합대학, 김책공업종합대학, 리과대학 등을 졸업한 평균 나이 20대의 연구원들이 푸른 하늘이라는 상품명으로 일체형과 휴대형, 데스크톱 컴퓨터들을 개발하고 있음을 알수가 있고 특히 광명망 전용 Wi-Fi 무선 공유기를 제작하여 판매를 하고 있음을 알수가 있다는 것을 조선의 오늘 웹사이트에 나와있다.
최진혁 지배인은 최고 품질로 경쟁하고, 최저 가격, 제품의 다양화를 회사의 경영 전략으로 삼고 있다고 말했다.

## 무역회사 및 합작 기업 설립
최진혁 사장은 무역회사를 설립하면서 이때 대방의 지원을 받았고 이때 2004년 무역법의 영향으로 첨단기술제품 개발로 전환하여 데스크톱 컴퓨터와 광명망 전용 무선 공유기를 개발을 하여 판촉행사를 벌였고 이때 스마트폰을 개발하여 시장판매와 해외 판촉행사를 벌여 엄청난 파장이 일고 있었다.
일반 경제단위가 국제시장에서 경쟁력이 있는 새로운 제품, 기술, 서비스 원천을 개발하였을 경우 무역거래자격을 받을 수 있도록 했으며 전문 국영무역회사에 의한 독점체제를 무너뜨리고 무역의 주체를 확대하면서 일정한 조건을 마련한 북한의 기관, 기업소, 단체는 모두 무역회사 설립을 신청할 수 있도록 하면서 북한 무역관리체제의 자율성을 높였다.

## 개건 현대화 과정
MBC 통일 전망대에 나오는 푸른하늘 전자 제품 공장에서 PCB 회로 설계 공정과 전자 제품 조립 과정을 담은 장면을 보여주었고 특히 조립 공정들이 대부분 무인화가 되어 있다.
특히 데스크톱 컴퓨터 생산과 함께 일체형 컴퓨터들을 생산하여 판매를 하고 있음을 알수가 있고 더나아가 푸른하늘 스마트폰을 제작하여 고려링크 혹은 강성네트망에서 보급을 목적으로 계획 외 생산을 하고 있다.
현재는 푸른하늘 전자 제품 공장은 광명망 전용 Wi-Fi 무선 공유기도 자체 생산하여 북한 주민에게 전격적으로 공급을 하고 있고 이를 바탕으로 계획분과 더불어 종합 시장에 판매를 하고 있다.

## 생산품
현재 푸른하늘 전자 제품 공장에서는 푸른하늘 스마트폰 뿐만 아니라 현재 데스크톱 컴퓨터와 일체형 컴퓨터를 판매를 하고 있다는 것이고 특히 LCD TV와 LED TV도 판매를 하고 있다. 
그리고 노트북도 판매를 하여 최신 인텔 마이크로프로세서를 채용하여 조선민주주의인민공화국에 판매를 하고 있고 특히 푸른하늘 스마트폰은 미디어텍의 마이크로프로세서를 채용하여 주민에게 비싼 값에 판매를 하고 있고 데이터 서비스를 추진을 하고 있다.